# Galerie de steme de state suverane
Aceasta este o galerie de steme naționale a statelor suverane aranjate alfabetic.

## A

Emblema statului Albania
Emblema statului Algeria
Stema statului Andorra
Stema statului Angola
Stema statului Arabia Saudită
Stema statului Argentina
Stema statului Armenia
Stema statului Australia
Stema statului Austria
Stema statului Azerbaidjan

## B

Stema statului Bahamas
Stema statului Bahrain
Stema statului Bangladesh
Stema statului Barbados
Stema statului Belarus
Stema statului Belgia
Stema statului Belize
Stema statului Benin
Emblema statului Bhutan
Stema statului Bolivia
Stema statului Bosnia şi Herzegovina
Stema statului Botswana
Stema statului Brazilia
Stema statului Brunei
Stema statului Burkina Faso
Stema statului Burundi

## C

Emblema statului Camerun
Emblema națională a statului Capul Verde
Stema statului Republica Cehă
Stema statului Chile
Emblema statului Republica Populară Chineză
Stema statului Ciad
Stema statului Ciprul de Nord
Stema statului Columbia
Stema statului Comore
Stema statului Republica Congo
Stema statului Republica Democrată Congo
Stema statului Coreea de Nord
Stema statului Coreea de Sud
Stema statului Costa Rica
Stema statului Croaţia
Stema statului Cuba

## D

Stema statului Danemarca
Stema statului Djibouti

## E

Stema statului Ecuador
Stema statului Egipt
Stema statului El Salvador
Stema statului Elveția
Stema statului Emiratele Arabe Unite
Stema statului Eritreea
Stema statului Estonia
Stema statului Etiopia

## F

Stema statului Fiji
Stema statului Filipine
Stema statului Finlanda

## G

Stema statului Gabon
Stema statului Gambia
Stema statului Georgia
Stema statului Germania
Stema statului Ghana
Emblema naţională a Greciei
Stema statului Guatemala
Stema statului Guineea
Stema statului Guineea-Bissau
Stema statului Guineea Ecuatorială
Stema statului Guyana

## H

Stema statului Haiti
Stema statului Honduras

## I

Emblema statului India
Stema statului Indonezia
Stema Insulelor Solomon
Stema statului Iordania
Stema statului Irak
Emblema statului Iran
Stema statului Republica Irlanda
Stema statului Islanda
Stema statului Israel
Stema statului Italia

## J

Stema statului Jamaica
Sigiliu imperial al Japoniei

## K

Stema statului Kazahstan
Stema statului Kârgâzstan
Stema statului Kenya
Stema statului Kiribati

## L

Stema statului Laos
Stema statului Letonia
Stema statului Lesotho
Stema statului Liberia
Stema statului Libia
Stema statului Liechtenstein
Stema statului Lituania

## M

Stema statului Republica Macedonia
Stema statului Madagascar
Stema statului Malawi
Emblema statului Maldive
Stema statului Mali
Stema statului Malta
Stema statului Maroc
Stema statului Mauritania
Stema statului Mauritius
Stema statului Mexic
Stema statului Statele Federate ale Microneziei
Stema statului Moldova
Stema statului Monaco
Stema statului Mongolia
Stema statului Mozambic
Stema statului Muntenegru

## N-O

Stema statului Namibia
Emblema statului Nepal
Stema statului Nicaragua
Stema statului Niger
Stema statului Norvegia
Stema statului Noua Zeelandă
Stema statului Olanda
Emblema naţională a Omanului

## P

Emblema naţională Pakistanului
Stema statului Palestina
Stema statului Panama
Stema statului Paraguay
Stema statului Peru
Stema statului Polonia
Stema statului Portugalia

## Q-R

Stema statului Qatar
Stema Regatului Unit
Stema statului România
Stema statului Rusia
Stema statului Rwanda

## S

Stema statului Samoa
Stema statului Senegal
Stema statului Serbia
Stema statului Seychelles
Stema statului Sfânta Lucia
Stema statului Sfântul Kitts și Nevis
Stema statului Sfântul Vicențiu și Grenadine
Stema statului Sierra Leone
Stema statului Singapore
Stema statului Siria
Stema statului Slovacia
Stema statului Slovenia
Stema statului Somalia
Stema statului Somaliland
Stema statului Spania
Stema statului Sri Lanka
Marele sigiliu al Statelor Unite
Stema Sudanului
Stema statului Sudanul de Sud
Stema statului Suedia

## T

Emblema statului Republica Chineză (Taiwan)
Stema statului Tadjikistan
Emblema Tailandei
Stema statului Tanzania
Stema statului Timorul de Est
Stema statului Togo
Stema statului Tonga
Stema statului Trinidad-Tobago
Stema Tunisiei
Stema statului Turcia
Stema statului Turkmenistan
Stema statului Tuvalu

## U

Stema statului Uganda
Stema statului Ucraina
Stema statului Ungaria
Stema statului Uruguay
Stema statului Uzbekistan

## V

Stema statului Vanuatu
Stema statului Vatican
Stema statului Venezuela
Stema statului Vietnam

## W-Z

Stema statului Yemen
Stema statului Zambia
Stema statului Zimbabwe